# Труссо, Арман
 Арман Труссо  (14 октября 1801 — 27 июня 1867) — французский врач, педиатр.
Один из великих представителей парижской медицины XIX века. Он первым выполнил трахеостому, применил торакоцентез и ввел термины «афазия» и «дифтерия». В 1839 году он стал главой Университетской больницы в Париже. В 1850 году стал членом Французской медицинской академии. Проводил исследования туберкулеза гортани, скарлатины и брюшного тифа. Внедрил в медицинскую практику эндотрахеальную интубацию и трахеостомию. Первый описал два симптома, которые были названы в его честь. Помимо исследовательской работы, был знаменит своими лекциями.
Синдром Труссо (1861 г.) — спонтанный мигрирующий рецидивирующий тромбофлебит нижних конечностей, сопровождающий злокачественные новообразования внутренних органов и исчезающий после их радикального лечения — описан Арманом Труссо на своём собственном примере.
В 1861 А. Труссо описал несколько случаев синдрома Туретта, тем самым сделав важный вклад в его изучение.
В его честь названа открытая в 1901 Государственная детская больница в Париже.